# ハルハウス

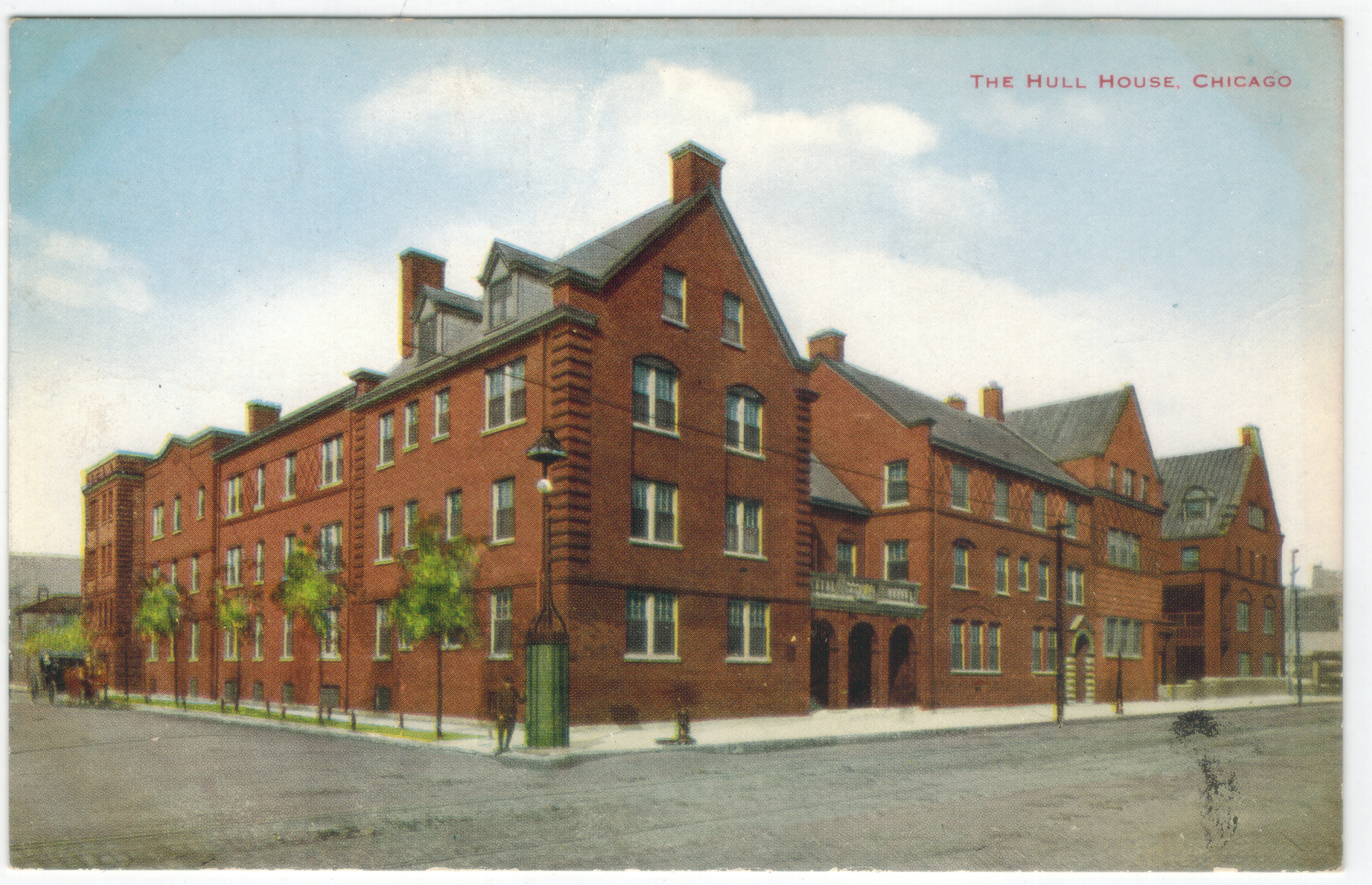
20世紀初頭のハルハウス。1960年代半ばにイリノイ大学設立のため取り壊された

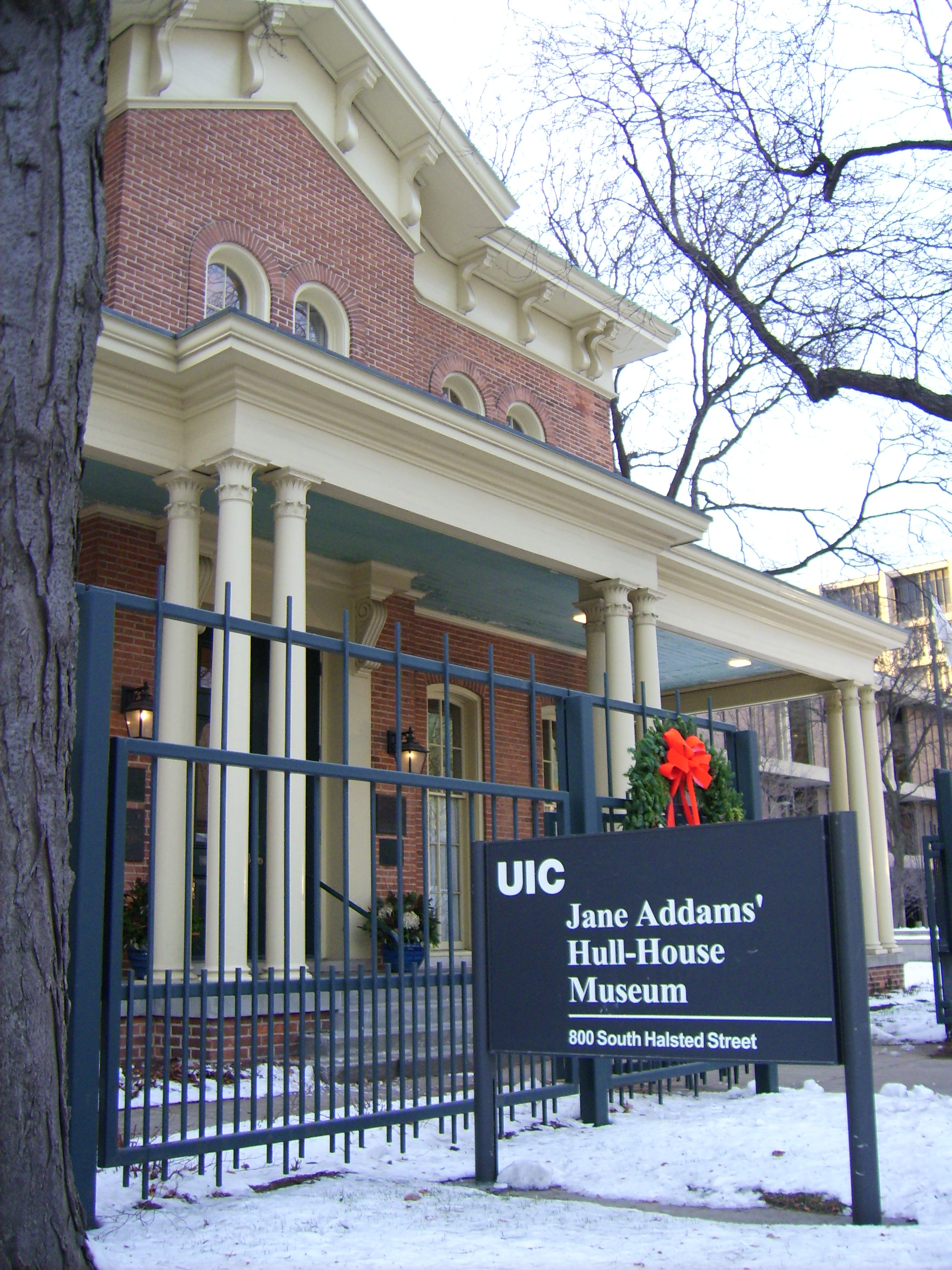
シカゴ、イリノイ大学のシカゴ校敷地内に保存されているハルハウスは、現在ハルハウス博物館として公開されている

ハルハウス（Hull House）は、1889年近代社会福祉の母といわれるジェーン・アダムズが、イリノイ州シカゴにエレン・ゲイツ・スターと共同で設立した慈善施設セツルメントハウス（隣保館ともいう）で、13もの施設にさまざまな部門を抱えるまでに発展し、当時世界最大規模だった。建物は不動産業で成功したCharles Jerrold Hull (1820-1889) の元邸宅で、ハルハウスの名前もそれに由来する。ハルハウスの女性達は近代的な都市の社会問題に取り組み、ソーシャルワークの源流の一つに位置付けられている。

## 発展

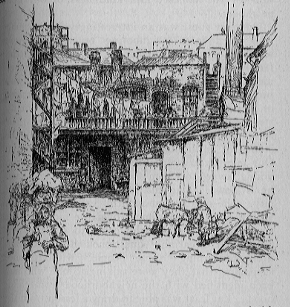
ハルハウスの向かいの通りの様子。ジェーン・アダムズ『Twenty Years at Hull House』（1910年）より

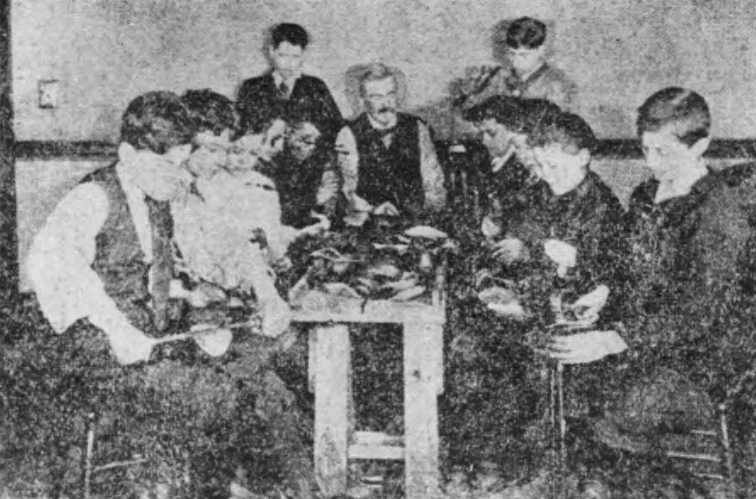
ハルハウスの製靴作業風景。1918年

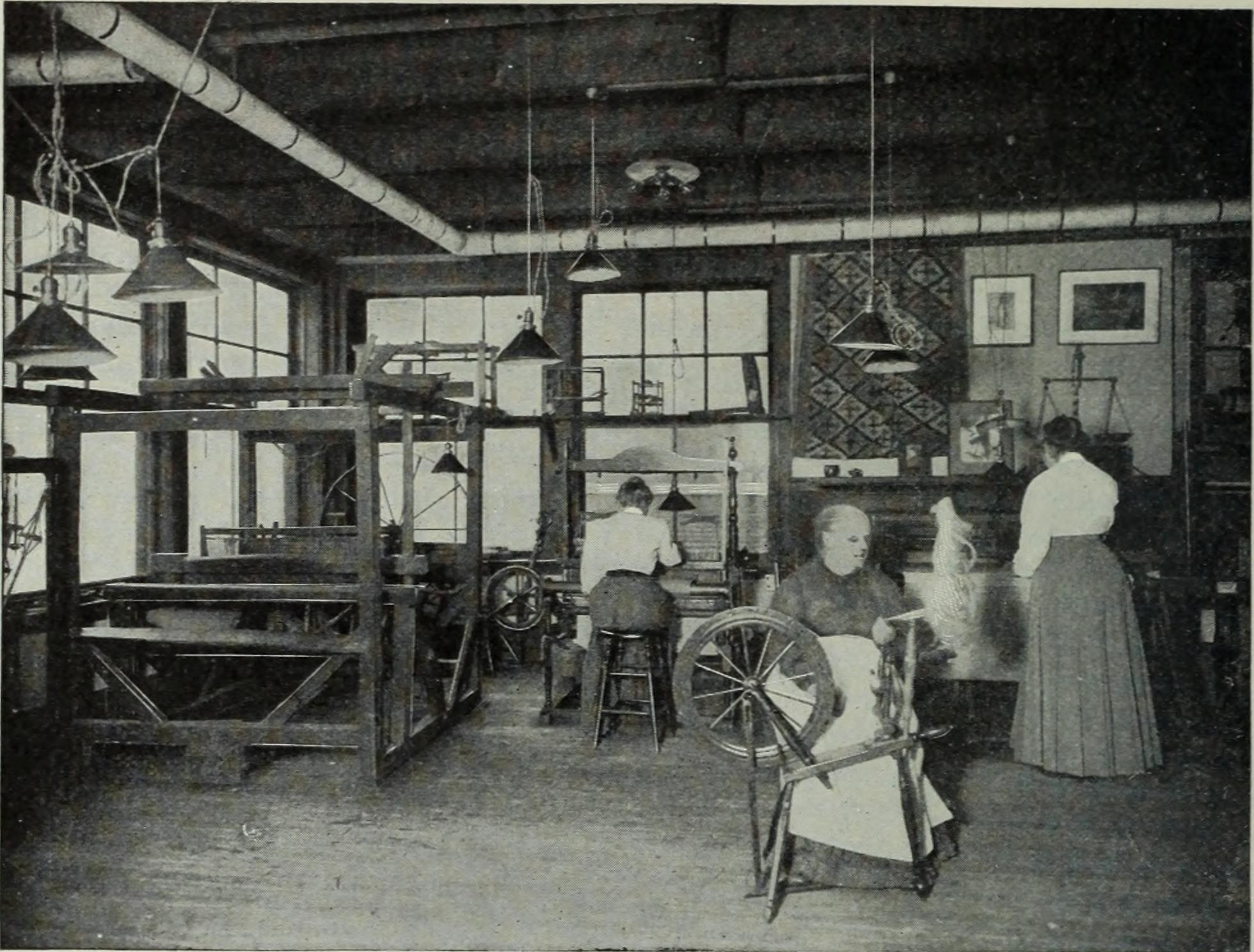
ハルハウスのテキスタイル部屋。1890年

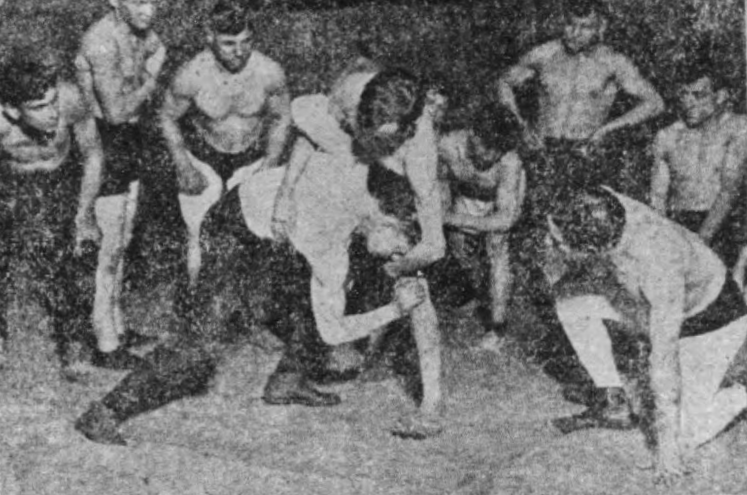
ハルハウスの体育クラブ。1918年

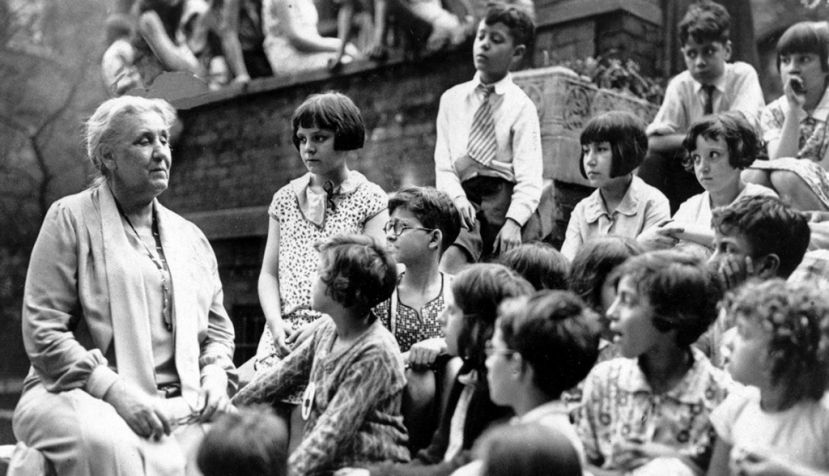
ハルハウスの訪問者と話すジェーン・アダムス。1935年

イリノイ州の裕福な家庭に生まれたジェーン・アダムズは、ロンドンでこのようなセツルメントのトインビー・ホール(英語版)を見てきたことがあった。当時のシカゴには、多くの移民の流入や単身女性の貧困問題があり、ジェーン・アダムズはアメリカにもセツルメントをと考え、エレン・ゲーツ・スターと共に、シカゴ中心部に近いニア・ウェストサイドにハルハウスを設立した。建物はもともと、1856年に建てられた裕福な実業家の邸宅であったが、30年を経過した当時は、シカゴの中でももっとも貧しい地域に位置していた。
近在に住む労働者階層の人たちの殆どが移民でもあり、彼らに社会的、教育的な学習の機会を提供するというのが、当初の第一の目的であった。教育にアクセスできない人々向けの読書会の開催、陶芸や織物などの手工芸、絵画など様々な社会活動を行っていた。
ハルハウスには高い能力を持つ多くの女性たちが集まった。当時、女性は大学で学び学位を得て卒業しても、同等の学位を持つ男性と同様の仕事に就けるわけではなく、松原宏之は「大学を卒業しても参政権もなく、職業選択の幅も狭かった高学歴女性たちにとって、社会問題は男性や従来の社会組織が関与しない『未開の大地』だった」ことがあると指摘している。
フリードリヒ・エンゲルスの弟子であったフローレンス・ケリーが、ハルハウスの活動に社会科学の視点を導入した。ジェーン・アダムズはケリーの社会主義の影響により、センチメンタルな博愛主義を標榜した従来のものから、社会改良を目指す社会的事業へとハルハウスの活動を変化させていった。酒井千絵は、「ハル・ハウスは単なる慈善事業ではなく、政治をはじめとする公の意志決定へのアクセスを持たない高学歴女性が、“Maps and Papers”（後述）に代表されるように、科学的な『データの収集と提示』によって、現状を共有し、世論を喚起する試みであった。」と述べている。
ハルハウスの活動により、ジェーン・アダムズは「女性版リンカーン」、「スラム街の聖女」と讃えられ、1910年に50歳で女性として初めて、当時のアメリカの社会福祉の学会や協会で最も権威があった全米慈善・矯正会議（National Conference of Christies and Correction, NCCC）会長に就任し、アメリカ福祉界の頂点に立った。1931年にはノーベル平和賞を受賞した。
松原宏之は、「ハル・ハウスにおける母性主義的なソーシャルワークが反売買春運動に重要な役割を果たした」と述べている。売買春に関する社会改革運動は、白人女性の奴隷化というホワイト・スレイバリー論に基づく危機感や、売春を行った人々の悪弊や欠点を正す（矯正）といった道徳的な議論が主であったが、全米慈善・矯正会議会長となったジェーン・アダムズは、売買春に対する対応を「事後的な手当てから予防へと運動の重心を移し」社会改革を進めていく必要を訴え、運動はデータに基づいて女性を追い詰める社会経済的な要因を調査・分析し対策を立てていくものへと変化した。ジェーン・アダムズの文章には個々人の弱さが社会問題の背景にあるとする当時の見解も依然として強く見られ、時代の制約から完全に解き放たれていたわけではないが、ハルハウスは貧困や社会的な不正義を発見し、データに基づいて明示・共有し、セツルメントが提供できるものを明確にし、政策によって支援を進める方法を検討する等、その活動は先進的なものであった。

## 事業
文学、歴史、芸術などのさまざまな教室が設けられ、その他の授業も行われ、コンサートはだれが来ても無料で、その時々の話題についての聴講無料の講演も行われ、子どもや大人のためのクラブ活動もあった。子どものためには伝承遊びなどがコーチされた。その後、セツルメントは、さまざまな形で枝葉が広がり、貧困者のための慈善活動などのサービスも提供するようになった。
病気の子どものための栄養のあるものを与えるような調剤局もあったし、デイケアセンター、公衆浴場、そしてホームレスのためのシェルターも設けられた。
セツルメントは次第に、市民運動のような形で発展し、市民や州、国のレベルでの法制度的な改革のための代弁者となっていった。彼女らが特に擁護したのは、児童就労者の問題や移民政策などである。

### 社会福祉調査「Hull-House Maps and Papers」
開設から5年たった1895年、ハルハウスは近隣の外国人の多い区域の戸別訪問調査を行い、住民の国籍や使用言語、賃金などを調べ、それを地図上に色分けして示し、スウェットショップ（搾取工場）と呼ばれる劣悪な労働環境の工場の現状も記述した「Hull-House Maps and Papers」を発表した。ジェーン・アダムズはこの仕事について「論文は未熟であるが公平で純粋な気持ちで近隣の事情をあつかったものである」と述べている。この社会福祉調査はイギリスのチャールス・ブースのロンドン貧困調査のアメリカ版とも言われ、ハルハウスとジェーン・アダムズは学問の世界で高い評価を得た。

「Hull-House Maps and Papers」

## ハルハウスの女性たち
ここに常駐して活動したレジデントには、次のような人たちがいる。フローレンス・ケリーは社会科学的な調査を活用し、女性労働と児童労働の問題に大きく貢献した。児童問題では、ジュリア・ラスロップ（1858-1932）とイーディス・アボット（1876-1957）がアメリカで初めて創設された児童局局長に就任している。イーディス・アボットは、1908年設立・1920年にシカゴ大学の一部となった社会政策学部（SSA）の創設の母 Founding mothers と呼ばれる人物で、大学院研究科長の役職に就いたアメリカで最初の女性であり、ハルハウスを経て1924年から1942年にSSAの研究科長を務めた。同じくハルハウスのレジデントだった妹のグレイス・アボットは、移民保護協会（Immigrants' Protection League）のディレクターとなっている。

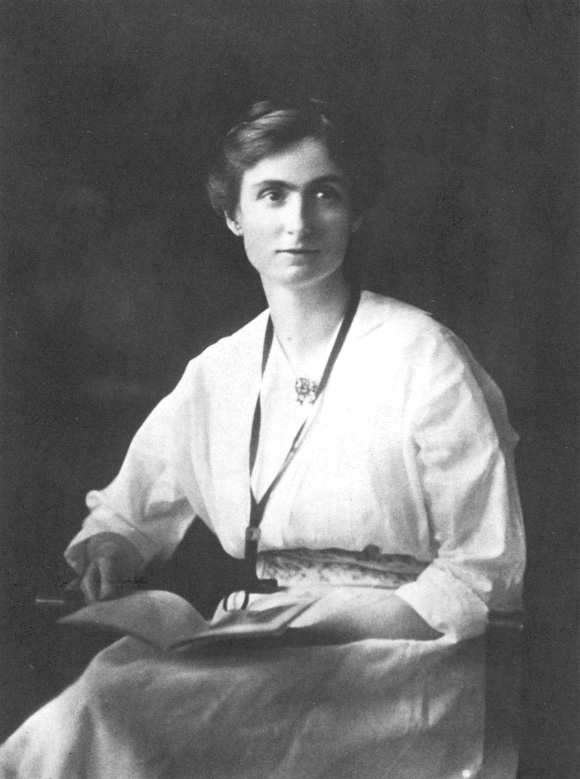
イーディス・アボット
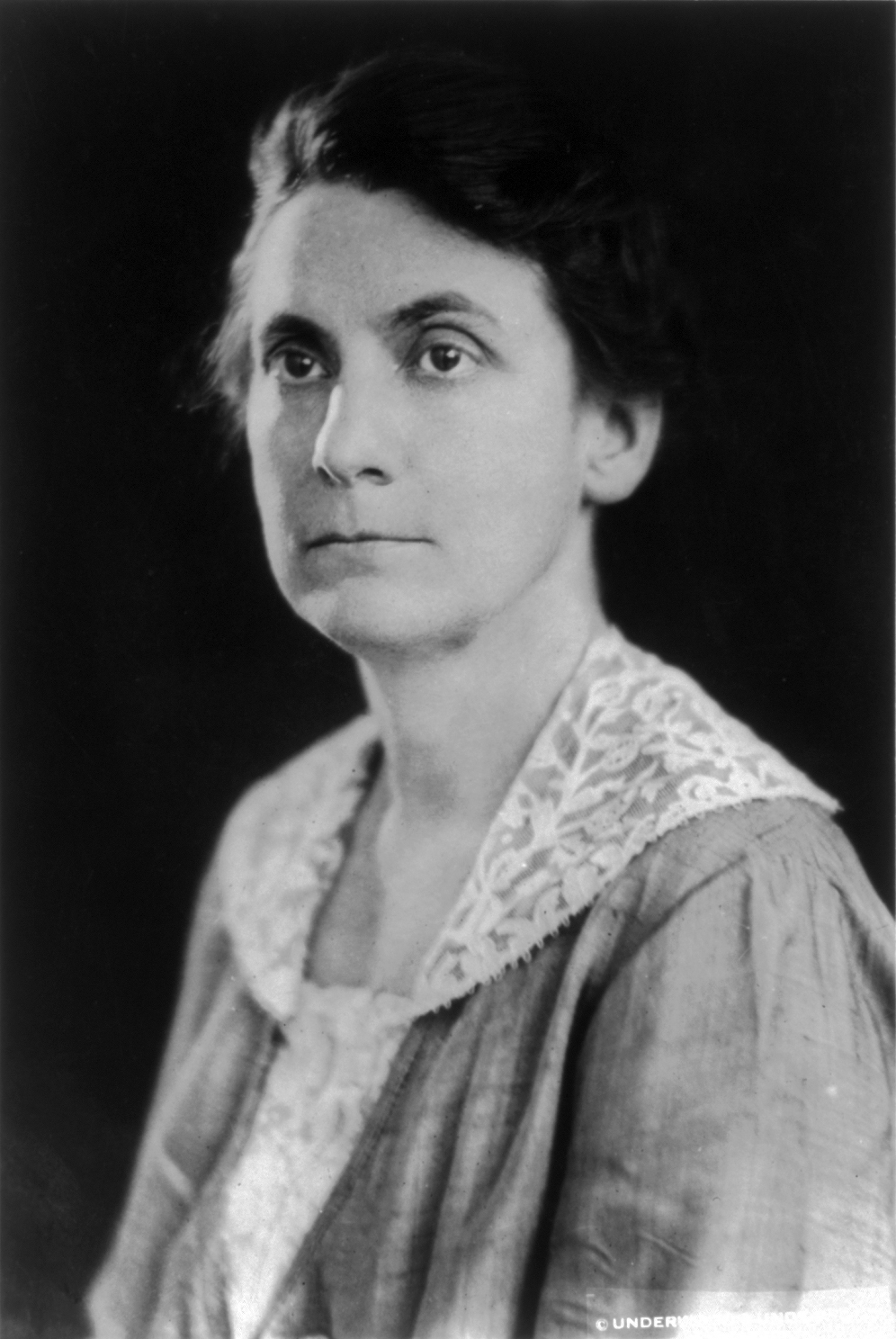
グレイス・アボット
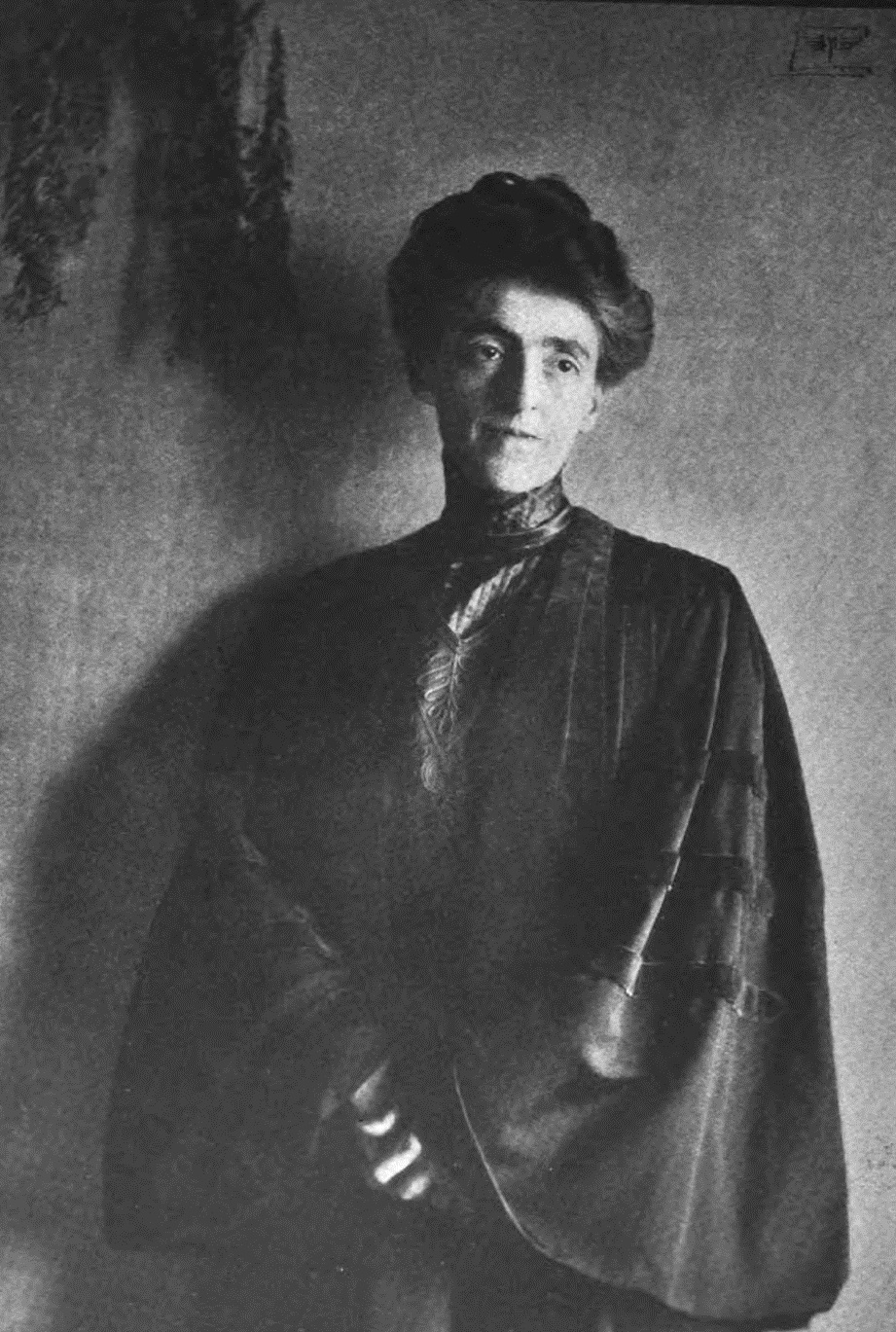
ソフォニスバ・ブレッキンリッヂ（英語版）
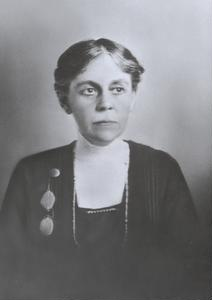
アリス・ハミルトン
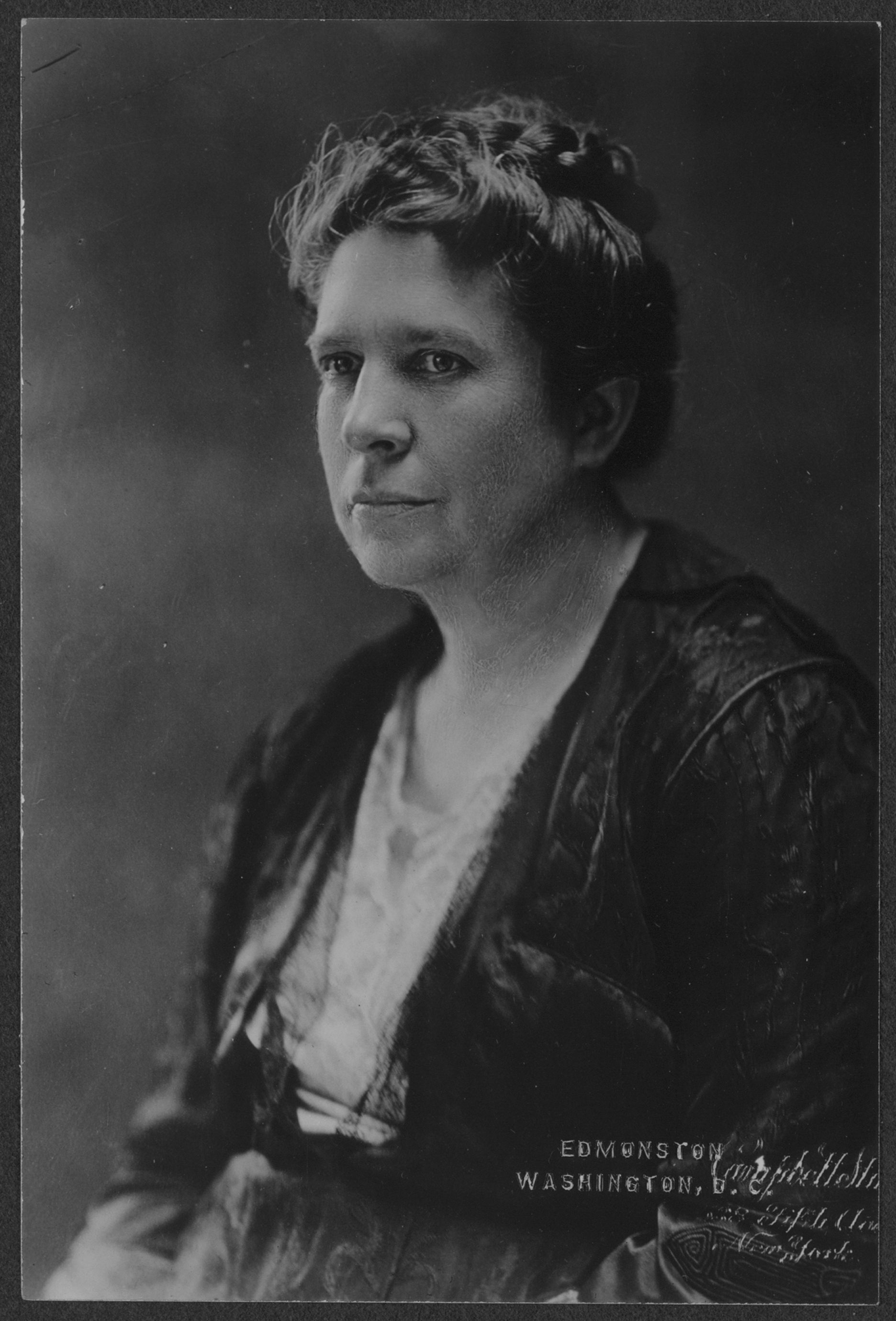
フローレンス・ケリー
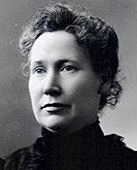
メアリー・ケニー（英語版）
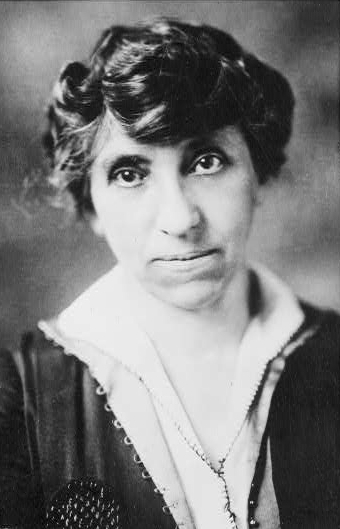
ジュリア・ラスロップ
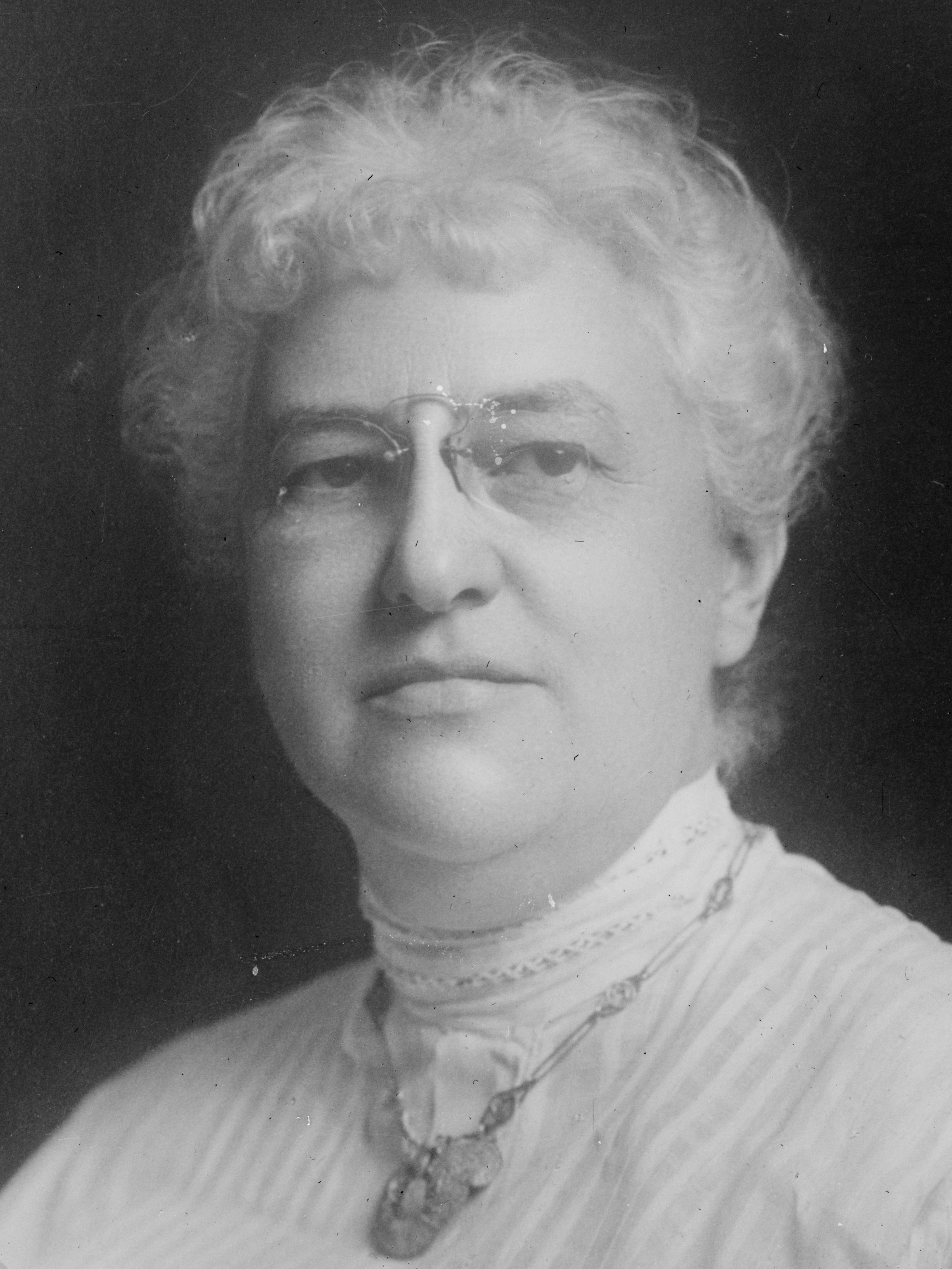
メアリー・マクドゥエル（英語版）
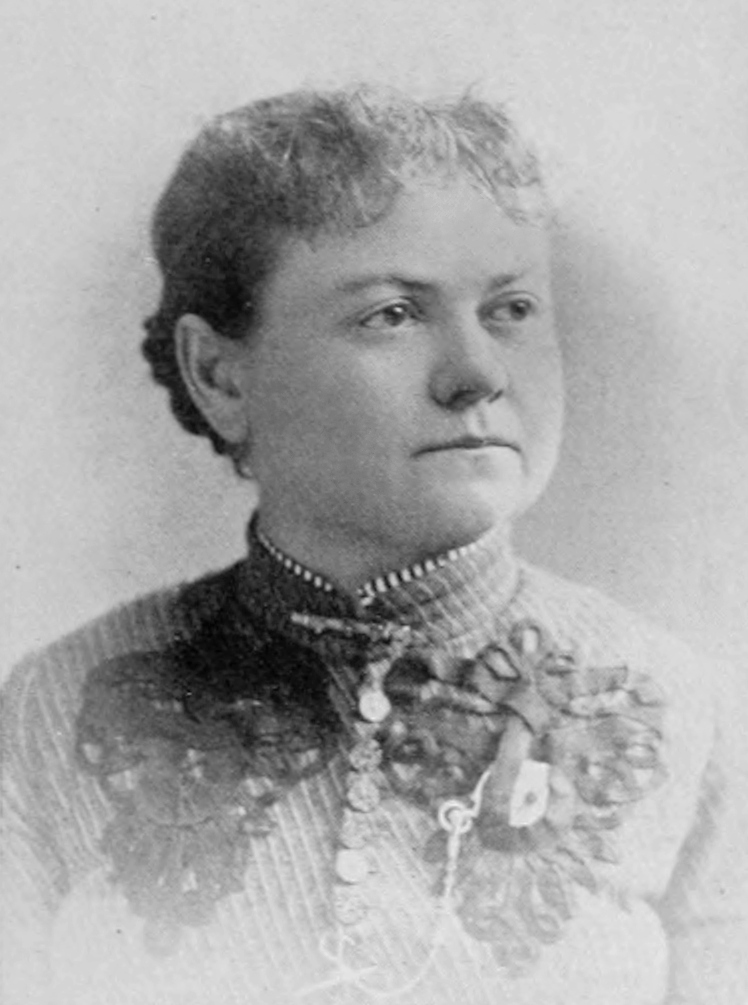
アルジナ・スティーブンス（英語版）

## 社会学のジェンダー化と分離
19世紀末から20世紀初頭にかけてのシカゴ市内には、セツルメントの「ハルハウス」とシカゴ大学社会学部があり、ハルハウスで近代的な都市の社会問題の解決のために活動した女性達に対し、シカゴ大学のシカゴ学派社会学のロバート・E・パークはジェーン・アダムズ達の調査方法を「女性がするもの」としジェンダー化し、社会学を差異化していった。ロバート・E・パークらは女性を排除する態度を取っていたと言われ、ブルーマーの回想によると、パークは「女性の改革者」に対して否定的な言及をし、SSAの社会調査から距離を取って新しい社会調査の授業を立ち上げたという。
こうした社会福祉調査・社会学のジェンダー化は、ソーシャルワーク領域・社会福祉学と社会学領域・福祉社会学（福祉を対象とする社会学）が袂を分かつきっかけとなった。（なお、日本ではこの「ジェンダー化」は成立せず、日本では当初「ソーシャルワーカー」の多くは男性で、欧米とソーシャルワーカーのジェンダーロールが反転していた。）